# Larisa Mondrus
Larisa Israelevna Mondrus (15 de noviembre de 1943) es una cantante (soprano) y actriz rusa nacida en Dzhambul, Kazakh, popular en la URSS en los años sesenta. Actualmente reside en Taraz, Kazajistán.

## Biografía
Se graduó en la escuela de música. Ya en 1962 participó en el festival de jazz de Riga e inmediatamente atrajo la atención del público. En 1964, Larisa Mondrus llega a Moscú y desde ese momento comienza una nueva etapa en la vida de la joven cantante. Trabajó con la orquesta de Eddie Rosner y colaboró con un conjunto instrumental, bajo la dirección de Egil Schwartz, con el que grabó nuevas canciones, lo que demuestra su talento. En 1968 actuó en la comedia musical "Vecinos smile". Para Larisa una cosa es aprender canciones e interpretarlas en concierto, y otra cosa es crear canciones. Larisa ha trabajado así, con la búsqueda, la duda, la alegría, el descubrimiento para conseguir una creatividad genuina. No es casualidad que muchos compositores y poetas se inspiren en ella. La primera canción pop que hizo famoso a Raymond era de Larisa. Tuvo gran éxito en Rusia en los años 60 y en Alemania y centro Europa en los 70.
Larisa se casó con su excompañero de clase Egil Schwartz, músico de jazz, arreglista y director de orquesta, que dirigió la Riga Variety Pauls Orchestra. Participó en tres películas: una en doblaje, otra en la banda sonora y otra como actriz secundaria. Desgraciadamente, con el tiempo, las cosas no fueron bien con el régimen soviético y la pareja terminó abandonando el país. Desde 1973, Larisa y Egil viven en Munich (Alemania Occidental por entonces). 
Su presencia en el mundo occidental comenzó en la Radio de Baviera. Tuvo éxito y actuó en el programa de televisión de Iván Rebrov. Fue contratada por la compañía discográfica Polydor para cinco años. Su primer disco, en letón, alcanzó popularidad tanto entre el público alemán como letón. En Alemania es conocida como Larissa. Canta en ruso, letón y alemán.
En 1982 abandona temporalmente los escenarios tras el nacimiento de su hijo, Loren Schwartz, quien, además de recibir educación alemana, aprendió letón y ruso. Aunque sus primeros pasos se dirigieron hacia la música clásica como pianista, se decantó por las ciencias y trabaja actualmente en la Facultad de Ciencias de la Computación en la Universidad Técnica de Múnich.
A principios de los años 90 la cantante, de gira en Riga, se reunió con Raymond Voldemarovich. En el verano de 2001 Larisa Mondrus visita Moscú por primera vez en 28 años, y actúa en radio y televisión. En 2001 el escritor Boris Savchenko (autor de Vadim Kozin) visitó a Larissa en Múnich y trabajó con ella en el libro biográfico "Las Dos Vidas de Larissa Mondrus" que se publicaría a principios de 2003.

## Discografía
- Larissa (1974) - Polydor
- ... wofem die Wolga rauschf (1975) - Polydor
- Svešā zemē stādu rozes (1975) - Polydor
- La sena dienas draugs (1975) - Polydor
- Starportrait (1978) - Stereo
- Tik un tā (1984) - Laima Records
- Larisa Mondrusa (2003) - Baltic Records Group

## Filmografía
- Dayte zhalobnuyu knigu (1965)
- Ulybnis sosedu (1968)
- Delo o (1970)